# Христо Капитанов
 Тази статия е за добруджанския деец.  За костурския вижте Христо Капитанов (революционер).  За гъркоманския капитан вижте Христо Капитанчето.
Христо Петров Капитанов с псевдоним Х. Добруджанов е български адвокат, политик, писател и публицист.

## Биография
Роден е през 1903 г. в Добрич. Завършва право и история в Букурещ. Адвокат е в Букурещ и Добрич. Преподава български език в Букурещкия университет. До 1940 г. е редактор на български вестници и списания в Добрич („Факел“, „Куриер“, „Добруджански глас“, „Литературен глас“, „Днес“, „Вечер“, „Селска народна библиотека“, „Добруджански преглед“, „Ново единство“ и други), а в периода 1940 – 1944 г. е редактор в Дирекцията по печата към Министерство на външните работи и изповеданията. Секретар е на Българската миноритарна партия. След 9 септември 1944 година е изключен от Съюза на българските писатели. Автор е на книгите „Стихосбирка“ (1925), „Панайот Станчов Черна - живот и творчество“ (1936), „Българските писатели за македонската свобода“ (1942) и други. От 1958 до 1960 г. е научен сътрудник в Института по българска литература при Българска академия на науките и в института „Ботев-Левски“. Умира през 1971 г. в София.
Личният му архив се намира във фонд 1397К в Централен държавен архив. Той се състои от 1073 архивни единици от периода 1903 – 1971 г.